# Sociedad de la Orquesta Sinfónica de Nueva York

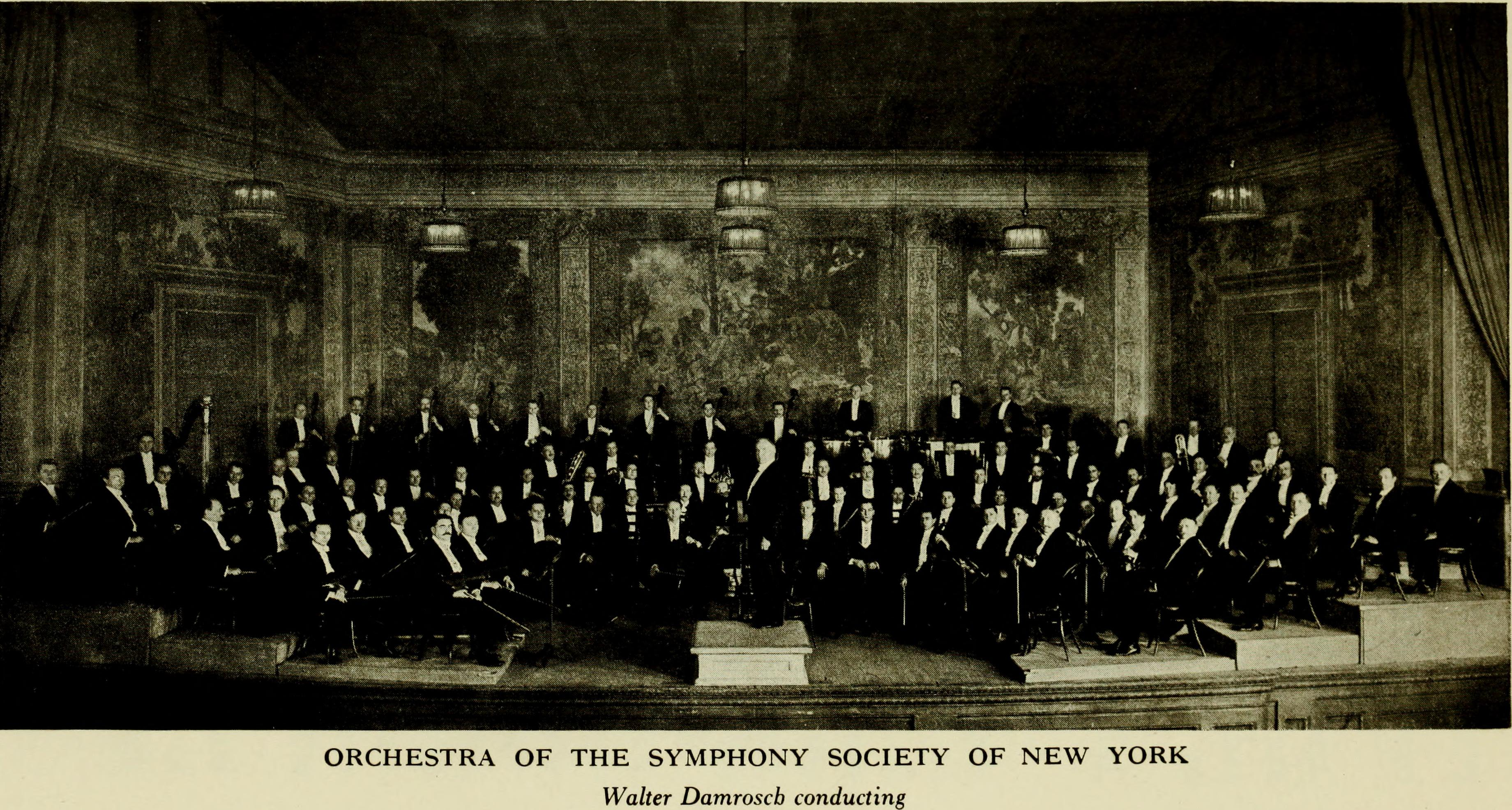
La orquesta en 1917.

La Sociedad de la Orquesta Sinfónica de Nueva York (en inglés "New York Symphony Society") fue una orquesta fundada en Nueva York por Leopold Damrosch en 1878. Durante muchos años fue un fiero rival de la más antigua Sociedad de la Orquesta Filarmónica de Nueva York. Contó con el apoyo de Andrew Carnegie quien construyó el Carnegie Hall (abierto en 1891) expresamente para la orquesta. La Sinfónica fue destacada por interpretar la música francesa y rusa de una manera más colorista que la Filarmónica, la cual sobresalía al interpretar música alemana.
Desde su muerte, Leopold Damrosch fue sucedido como director musical por su hijo Walter Damrosch.
En 1903 la orquesta fue reorganizada y renombrada como "Orquesta Sinfónica de Nueva York"
En 1920, se convirtió en la primera orquesta estadounidense en ir de gira por Europa.
En 1928, la orquesta se fusionó con la "New York Philarmonic Society" para formar la Sociedad Filarmónica-Sinfónica de Nueva York, más tarde la Filarmónica de Nueva York.